# Punta Culebras
La Punta Culebras es una saliente rocosa situada al centro del Perú en la costa del departamento de Áncash, que se adentra en aguas del océano Pacífico. Destaca por su gran interés ecológico, pues constituye una gran reserva biológica de numerosas especies de fauna terrestre y marina. Por tal motivo, en el 2009 la punta Culebras quedó protegida por ley dentro de la Reserva nacional Sistema de Islas, Islotes y Puntas Guaneras, una reserva natural que protege y conserva muestras representativas de la diversidad biológica de los ecosistemas marino-costeros del Perú.